# Bangla Desh
"Bangla Desh" is een nummer van de Britse artiest George Harrison. Het werd op 28 juli 1971 uitgebracht als single, drie dagen voor het door Harrison georganiseerde benefietconcert voor de inwoners van Bangladesh. De opbrengst van de single en het concert kwamen ten goede aan UNICEF. Het nummer wordt gezien als de eerste liefdadigheidssingle.

## Achtergrond
"Bangla Desh" is geschreven door George Harrison en geproduceerd door Harrison en Phil Spector. Het werd geschreven naar aanleiding van een gesprek dat Harrison had met de Indiase muzikant Ravi Shankar, die Bengaalse ouders had. Bangladesh, destijds Oost-Pakistan geheten, werd eind 1970 getroffen door de cycloon Bhola en had gedurende 1971 ook te maken met de Bengaalse vrijheidsoorlog, die uiteindelijk zou leiden tot de onafhankelijkheid van het land.
Shankar vroeg aan Harrison of hij kon helpen om het leed van de Bengalen te verzachten. Hij vertelde hierover in een interview met het tijdschrift Rolling Stone: "Ik was erg verdrietig toen ik dit nieuws las, en ik vroeg, 'George, zo zit het, ik weet dat jij er niets mee te maken hebt, ik weet dat jij je niet in deze situatie kunt plaatsen.' Maar toen ik met George praatte, was hij erg ontroerd, en hij zei, 'Ja, ik denk dat ik wel iets kan doen.'" Harrison organiseerde vervolgens een benefietconcert, The concert for Bangladesh, dat bestond uit twee optredens in Madison Square Garden in New York op 1 augustus 1971.

## Schrijven
Harrison en Shankar hadden al snel door dat er meer gedaan moest worden om de situatie in Bangladesh onder de aandacht te brengen. Harrison schreef hierop "Bangla Desh", waarvan hij later zei dat het "in tien minuten klaar was". De titel is naar het Nederlands te vertalen als "Bengaalse natie", en Harrison koos ervoor om de titel met twee woorden te schrijven om te laten zien dat de westerse media de nieuwe naam van het land nog vrijwel niet als zodanig erkende.
Net als bij de concerten besloot Harrison om in het nummer niet te veel in te gaan op de politieke situatie in Bangladesh, maar om zich in plaats daarvan te richten op de gewone bevolking van het land. Op advies van Leon Russell besloot hij om in het eerste couplet te beschrijven hoe hij kennismaakte met de crisis; hij vertelt hoe "een vriend" (Shankar) hem om hulp vroeg. De rest van het nummer draait vooral om de regel "We've got to relieve Bangla Desh" (We moeten Bangladesh helpen).

## Opname
"Bangla Desh" werd in juli 1971 in korte tijd opgenomen in Los Angeles, aangezien de repetities voor de concerten in New York korte tijd later al op het programma stonden. De instrumenten op het nummer werden ingespeeld door Harrison (gitaar), Leon Russell (piano), Jim Horn (saxofoon), Klaus Voormann (basgitaar), Ringo Starr en Jim Keltner (drums) en Billy Preston (orgel). Rond dezelfde tijd nam Ravi Shankar zijn eigen benefietsingle op, de ep Joi Bangla, waarvan de titel vanuit het Bengaals naar het Nederlands te vertalen is als "Victorie voor Bangladesh".

## Uitgave
"Bangla Desh" werd op 28 juli 1971 uitgebracht als single in de Verenigde Staten. Twee dagen later kwam het ook in de rest van de wereld uit. Op de singlehoes zijn enkele krantenkoppen uit The New York Times te lezen, die allemaal gaan over de situatie in Bangladesh. De single staat bekend als de eerste liefdadigheidssingle binnen de popmuziek, veertien jaar voordat het begrip door Band Aid en USA for Africa werd gepopulariseerd.
Het werd een wereldwijde hit: het bereikte de tiende plaats in de Britse UK Singles Chart en kwam in de Verenigde Staten tot plaats 23 in de Billboard Hot 100. In Nederland kwam de single tot de tiende plaats in de Top 40 en de zevende plaats in de Daverende Dertig, terwijl in Vlaanderen plaats 21 in een voorloper van de Ultratop 50 werd gehaald. In juli 1972 kwam daarnaast in Nederland en België een zogeheten "maxi single" uit met "Bangla Desh" als belangrijkste track en Harrisons twee voorgaande singles "What Is Life" en "My Sweet Lord" als opvulling. Deze versie kwam in Nederland tot de zeventiende plaats in de Top 40 en de achttiende plaats in de Daverende Dertig.

## Nalatenschap

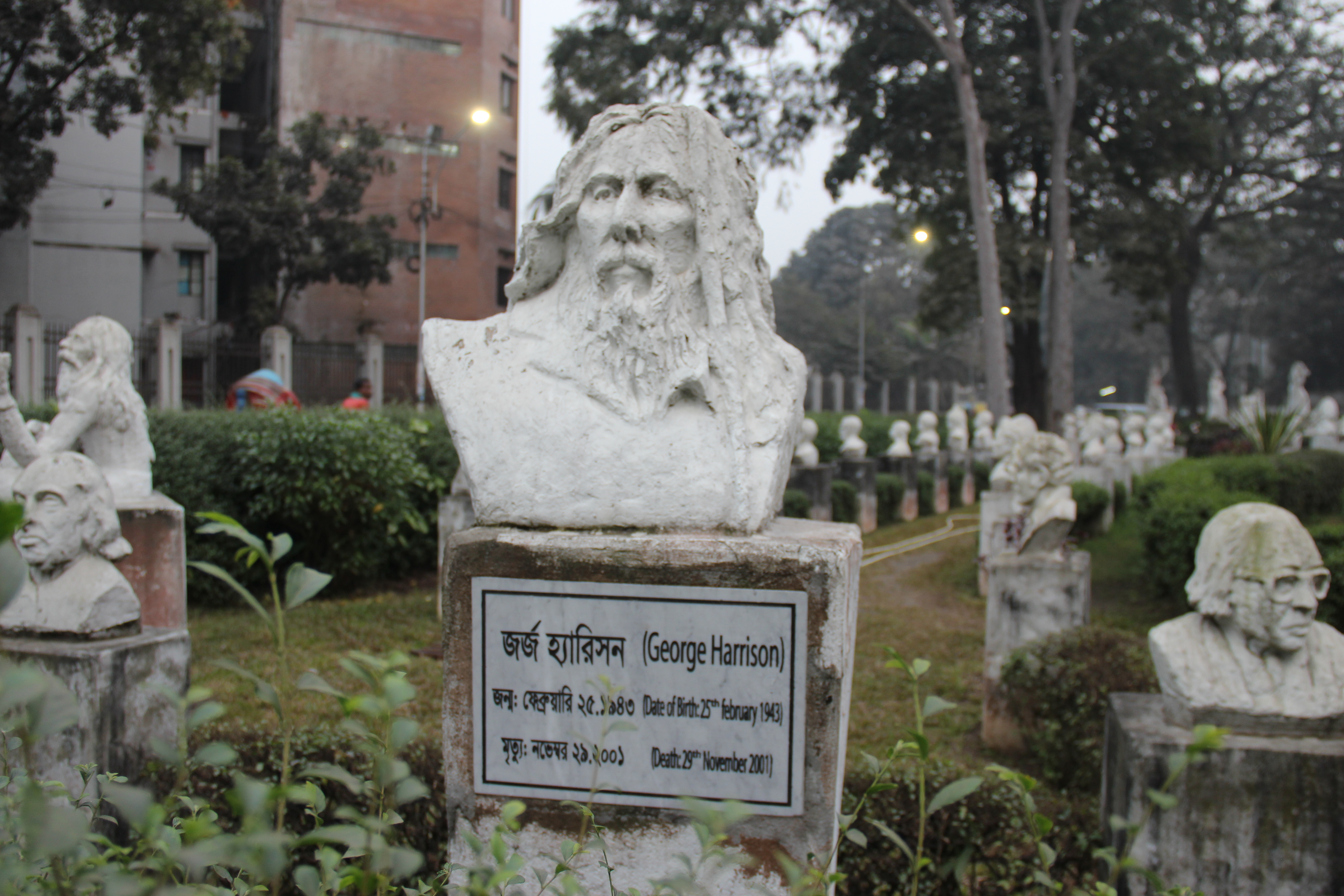
Sculptuur van George Harrison in Dhaka, de hoofdstad van Bangladesh.

Harrison speelde "Bangla Desh" enkel live tijdens de twee benefietconcerten op 1 augustus 1971. Hierna gaf hij in 1974 pas weer zijn eerste concerten. Destijds was de Bengaalse vrijheidsoorlog al een aantal jaren afgelopen, nadat het Pakistaanse leger zichzelf overgaf, alhoewel het land toen te maken kreeg met een van de grootste hongersnoden van de twintigste eeuw.
Na 1971 kwam het nummer enkel in 1976 uit op het compilatiealbum The Best of George Harrison. Pas in 2014 verscheen het opnieuw, ditmaal op de heruitgave van Harrisons solo-album Living in the Material World.
Naar aanleiding van het nummer genoot Harrison een bijzondere status in Bangladesh. Zo herinnerde hij zich in 1991: "Zelfs nu kom ik nog steeds obers in Bengaalse restaurants tegen die tegen mij zeggen, 'Toen wij in de jungle aan het vechten waren, vonden wij het geweldig om te weten dat er ergens iemand aan ons dacht.'"

## Hitnoteringen

### Nederlandse Top 40
| Hitnotering week 1 t/m 7: 21-08-1971 t/m 02-10-1971 Hitnotering week 8 t/m 15: 05-08-1972 t/m 23-09-1972 | Hitnotering week 1 t/m 7: 21-08-1971 t/m 02-10-1971 Hitnotering week 8 t/m 15: 05-08-1972 t/m 23-09-1972 | Hitnotering week 1 t/m 7: 21-08-1971 t/m 02-10-1971 Hitnotering week 8 t/m 15: 05-08-1972 t/m 23-09-1972 | Hitnotering week 1 t/m 7: 21-08-1971 t/m 02-10-1971 Hitnotering week 8 t/m 15: 05-08-1972 t/m 23-09-1972 | Hitnotering week 1 t/m 7: 21-08-1971 t/m 02-10-1971 Hitnotering week 8 t/m 15: 05-08-1972 t/m 23-09-1972 | Hitnotering week 1 t/m 7: 21-08-1971 t/m 02-10-1971 Hitnotering week 8 t/m 15: 05-08-1972 t/m 23-09-1972 | Hitnotering week 1 t/m 7: 21-08-1971 t/m 02-10-1971 Hitnotering week 8 t/m 15: 05-08-1972 t/m 23-09-1972 | Hitnotering week 1 t/m 7: 21-08-1971 t/m 02-10-1971 Hitnotering week 8 t/m 15: 05-08-1972 t/m 23-09-1972 | Hitnotering week 1 t/m 7: 21-08-1971 t/m 02-10-1971 Hitnotering week 8 t/m 15: 05-08-1972 t/m 23-09-1972 | Hitnotering week 1 t/m 7: 21-08-1971 t/m 02-10-1971 Hitnotering week 8 t/m 15: 05-08-1972 t/m 23-09-1972 | Hitnotering week 1 t/m 7: 21-08-1971 t/m 02-10-1971 Hitnotering week 8 t/m 15: 05-08-1972 t/m 23-09-1972 | Hitnotering week 1 t/m 7: 21-08-1971 t/m 02-10-1971 Hitnotering week 8 t/m 15: 05-08-1972 t/m 23-09-1972 | Hitnotering week 1 t/m 7: 21-08-1971 t/m 02-10-1971 Hitnotering week 8 t/m 15: 05-08-1972 t/m 23-09-1972 | Hitnotering week 1 t/m 7: 21-08-1971 t/m 02-10-1971 Hitnotering week 8 t/m 15: 05-08-1972 t/m 23-09-1972 | Hitnotering week 1 t/m 7: 21-08-1971 t/m 02-10-1971 Hitnotering week 8 t/m 15: 05-08-1972 t/m 23-09-1972 | Hitnotering week 1 t/m 7: 21-08-1971 t/m 02-10-1971 Hitnotering week 8 t/m 15: 05-08-1972 t/m 23-09-1972 | Hitnotering week 1 t/m 7: 21-08-1971 t/m 02-10-1971 Hitnotering week 8 t/m 15: 05-08-1972 t/m 23-09-1972 | Hitnotering week 1 t/m 7: 21-08-1971 t/m 02-10-1971 Hitnotering week 8 t/m 15: 05-08-1972 t/m 23-09-1972 |
| Week | 1 | 2 | 3 | 4 | 5 | 6 | 7 | | 8 | 9 | 10 | 11 | 12 | 13 | 14 | 15 | |
| --- | --- | --- | --- | --- | --- | --- | --- | --- | --- | --- | --- | --- | --- | --- | --- | --- | --- |
| Nummer                                                                                                   | 30 | 15 | 12 | 10 | 12 | 18 | 32 | uit | 31 | 19 | 17 | 20 | 18 | 27 | 35 | 39 | uit |

### Daverende Dertig
| Hitnotering week 1 t/m 7: 21-08-1971 t/m 02-10-1971 Hitnotering week 8 t/m 12: 12-08-1972 t/m 09-09-1972 | Hitnotering week 1 t/m 7: 21-08-1971 t/m 02-10-1971 Hitnotering week 8 t/m 12: 12-08-1972 t/m 09-09-1972 | Hitnotering week 1 t/m 7: 21-08-1971 t/m 02-10-1971 Hitnotering week 8 t/m 12: 12-08-1972 t/m 09-09-1972 | Hitnotering week 1 t/m 7: 21-08-1971 t/m 02-10-1971 Hitnotering week 8 t/m 12: 12-08-1972 t/m 09-09-1972 | Hitnotering week 1 t/m 7: 21-08-1971 t/m 02-10-1971 Hitnotering week 8 t/m 12: 12-08-1972 t/m 09-09-1972 | Hitnotering week 1 t/m 7: 21-08-1971 t/m 02-10-1971 Hitnotering week 8 t/m 12: 12-08-1972 t/m 09-09-1972 | Hitnotering week 1 t/m 7: 21-08-1971 t/m 02-10-1971 Hitnotering week 8 t/m 12: 12-08-1972 t/m 09-09-1972 | Hitnotering week 1 t/m 7: 21-08-1971 t/m 02-10-1971 Hitnotering week 8 t/m 12: 12-08-1972 t/m 09-09-1972 | Hitnotering week 1 t/m 7: 21-08-1971 t/m 02-10-1971 Hitnotering week 8 t/m 12: 12-08-1972 t/m 09-09-1972 | Hitnotering week 1 t/m 7: 21-08-1971 t/m 02-10-1971 Hitnotering week 8 t/m 12: 12-08-1972 t/m 09-09-1972 | Hitnotering week 1 t/m 7: 21-08-1971 t/m 02-10-1971 Hitnotering week 8 t/m 12: 12-08-1972 t/m 09-09-1972 | Hitnotering week 1 t/m 7: 21-08-1971 t/m 02-10-1971 Hitnotering week 8 t/m 12: 12-08-1972 t/m 09-09-1972 | Hitnotering week 1 t/m 7: 21-08-1971 t/m 02-10-1971 Hitnotering week 8 t/m 12: 12-08-1972 t/m 09-09-1972 | Hitnotering week 1 t/m 7: 21-08-1971 t/m 02-10-1971 Hitnotering week 8 t/m 12: 12-08-1972 t/m 09-09-1972 | Hitnotering week 1 t/m 7: 21-08-1971 t/m 02-10-1971 Hitnotering week 8 t/m 12: 12-08-1972 t/m 09-09-1972 |
| Week | 1 | 2 | 3 | 4 | 5 | 6 | 7 | | 8 | 9 | 10 | 11 | 12 | |
| --- | --- | --- | --- | --- | --- | --- | --- | --- | --- | --- | --- | --- | --- | --- |
| Nummer                                                                                                   | 28 | 16 | 8 | 7 | 10 | 12 | 24 | uit | 28 | 19 | 18 | 22 | 24 | uit |

### NPO Radio 2 Top 2000
| Nummer met noteringen in de NPO Radio 2 Top 2000 | '99  | '00 | '01  | '02  | '03  | '04  | '05  | '06  | '07  | '08  | '09  | '10  |
| ------------------------------------------------ | ---- | --- | ---- | ---- | ---- | ---- | ---- | ---- | ---- | ---- | ---- | ---- |
| Bangla Desh                                      | 1426 | -   | 1223 | 1306 | 1350 | 1435 | 1548 | 1595 | 1855 | 1583 | 1743 | 1946 |

1. ↑  Een '-' betekent dat het nummer niet was genoteerd en een vetgedrukt getal geeft de hoogste notering aan.
2. ↑  Deze tabel is bijgewerkt tot en met de laatste editie (2024).